# Metropolitan Borough of Stockport
Stockport – dystrykt metropolitalny w hrabstwie ceremonialnym Wielki Manchester w Anglii.

## Miasta
- Stockport

## Inne miejscowości
Adswood, Bramhall, Bredbury, Brinnington, Cheadle, Cheadle Hulme, Compstall, Hazel Grove, High Lane, Marple Bridge, Marple, Mellor, Offerton Green, Offerton Park, Strines, Turf Lea, Woodford, Woodley.